# Proasellus solanasi
Proasellus solanasi és una espècie de crustaci isòpode pertanyent a la família dels asèl·lids.

## Distribució geogràfica
Es troba a Europa: el sistema espeleològic de la cova Hundidero-Gato a la província de Màlaga (l'Estat espanyol).